# Nègrepelisse
Nègrepelisse è un comune francese di 5 135 abitanti situato nel dipartimento del Tarn e Garonna nella regione dell'Occitania.

## Società

### Evoluzione demografica
Abitanti censiti

## Monumenti e luoghi d'interesse

### Architetture religiose
La chiesa di Saint-Pierre-ès-Liens de Nègrepelisse, riedificata nel XIX secolo dall'architetto Jules Bourdais, sul sito dei due edifici precedenti. È monumento storico di Francia dall'11 dicembre 2009.

### Architetture civili
Il castello di Nègrepelisse. Una fortezza sembra essere stata costruita assieme alla cittadina attorno all'anno 1074; fortezza in seguito sostituita da un castello.
La data esatta dell'edificazione del castello resta imprecisa. Il canonico Pottier la situa nel 1268, M. Miquel nel 1285, ma tutti i documenti riguardanti il castello vennero bruciati dai rivoluzionari .
La parte centrale dell'edificio data dell'XI secolo e migliorie successive si sono succedute. Il castello e le sue dépendance vennero costruiti per i visconti di Bruniquel, signori di Tulmonenc.